# نام نا یونگ
نام نا یونگ (انگلیسی: Nam Na-yeong؛ زادهٔ ۱ ژانویه ۱۹۷۱) یک تدوین‌گر اهل کره جنوبی است.

## فیلم‌شناسی
- من شیطان را دیدم
- احتلام
- روابط خطرناک
- کتاب رستاخیز
- سانی
- مثل یک باکره
- بازی مرکب